# Byki z Guisando
Byki z Guisando (hiszp. Toros de Guisando) – cztery pochodzące z II wieku p.n.e. granitowe megalityczne rzeźby wzniesione przez plemiona Celtiberów w pobliżu El Tiemblo we wspólnocie autonomicznej Kastylia i León.
Ze względu na uszkodzenia wynikające z upływu czasu nie jest jasne, jakie zwierzęta miały przedstawiać. Przyjmuje się byki, jednak mogły to być także świnie lub owce. Otwory w głowach rzeźb służyły do mocowania rogów. Podobne rzeźby można spotkać w prowincjach Ávila, Salamanka, Segowia i Zamora oraz w Ekstremadurze.
Rzeźby najbardziej znane są za sprawą wydarzenia z września 1468 r., kiedy to przy bykach z Guisando Henryk IV Kastylijski zawarł traktat ze swoją siostrą Izabelą Kastylijską, kończący wojnę domową pomiędzy nimi.